# Медаль «За боевые заслуги»
Меда́ль «За боевы́е заслу́ги» — государственная награда СССР для награждения за умелые, инициативные и смелые действия, сопряженные с риском для жизни, содействующие успеху боевых действий с врагами Советского государства.

## История
Медаль учреждена Указом Президиума ВС СССР от 17.10.1938 года «Об учреждении медали „За боевые заслуги“». В Положении о медали говорится: «Медалью „За боевые заслуги“ награждаются военнослужащие рядового, командного и начальствующего состава Рабоче-Крестьянской Красной Армии, Военно-Морского Флота и войск пограничной охраны, а также лица, не состоящие в рядах Рабоче-Крестьянской Красной Армии, Военно-Морского Флота и войск пограничной охраны, которые в борьбе с врагами Советского государства своими умелыми, инициативными и смелыми действиями, сопряженными с риском для их жизни, содействовали успеху боевых действий на фронте».
Медаль отличившимся лицам вручалась:
- за умелые, инициативные и смелые действия в бою, способствовавшие успешному выполнению боевых задач воинской частью, подразделением;
- за мужество, проявленное при защите государственной границы СССР;
- за отличные успехи в боевой и политической подготовке, в освоении новой боевой техники и в поддержании высокой боевой готовности воинских частей и их подразделений и за другие заслуги во время прохождения действительной военной службы;
- за образцовое выполнение боевых заданий командования на фронте борьбы с немецкими захватчиками.

Правила ношения медали, цвет ленты и её размещение на наградной колодке были утверждены Указом Президиума Верховного Совета СССР «Об утверждении образцов и описание лент к орденам и медалям СССР и Правил ношения орденов, медалей, орденских лент и знаков отличия» от 19 июня 1943 года.
С 4 июня 1944 по 14 сентября 1957 года медаль «За боевые заслуги» вручалась также за выслугу десяти лет в рядах Красной армии, Военно-Морского флота, органах внутренних дел и государственной безопасности.
Первое награждение было проведено Указом Президиума Верховного Совета СССР от 19 октября 1938 года (за «образцовое выполнение специальных заданий правительства по укреплению оборонной мощи Советского Союза и за выдающиеся успехи и достижения в боевой, политической и технической подготовке соединений, подразделений и частей Рабоче-Крестьянской Красной армии и войск НКВД»), по которому медали были удостоены 168 военнослужащих. Медаль за № 1 была вручена Л. П. Василевскому, который в составе разведывательно-диверсионной группы Иностранного (разведывательного) отдела НКВД СССР участвовал в гражданской войне в Испании.
За образцовое выполнение боевых заданий, за доблесть и мужество, проявленные при обороне района озера Хасан Указом Президиума ВС СССР от 25 октября 1938 года было проведено 1159 награждений.
Указом Президиума ВС СССР от 14 ноября 1938 года медалью были награждены 248 человек.
За отличное выполнение боевых заданий на Дальнем Востоке Указом Президиума ВС СССР от 19 января 1939 года медалью были награждены 39 человек.
За подвиги, совершённые во время боёв в районе реки Халхин-Гол медали были удостоены 2901 человек, за Советско-финскую войну — 14 969 человек. Всего к июню 1941 года медалью было произведено около 21 тысячи награждений.
За годы Великой Отечественной войны медалью произведено свыше 3 000 000 награждений.
По состоянию на 1 января 1995 года медалью «За боевые заслуги» было произведено 5 210 078 награждений.

## Способ ношения
Медаль «За боевые заслуги» носится на левой стороне груди и располагается после медали Ушакова.

## Описание медали

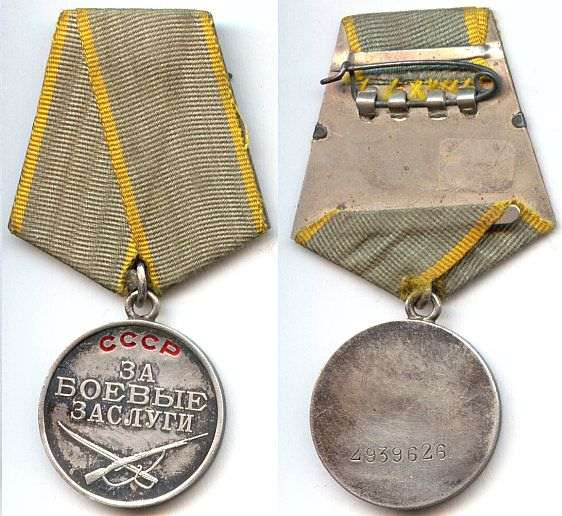
Две стороны медали.

Медаль «За боевые заслуги» имеет форму правильного круга диаметром 31—32,5 мм (в зависимости от года выпуска). Лицевая сторона медали окаймлена бортиком шириной 1 мм и высотой 0,25 мм. Оборотная сторона медали гладкая. До 1947 года на реверсе медали наносился серийный номер. Однако, согласно п. 8 Протокола № 176 Секретариата Президиума Верховного Совета СССР от 30 января 1947 года «дальнейшее изготовление медалей СССР, за исключением медали „Золотая Звезда“ Героя Советского Союза и медали „Серп и Молот“ Героя Социалистического Труда, производится без нанесения номера». Ушко таких медалей отштамповывалось вместе с медальоном.
Медаль при помощи ушка и кольца соединяется с пятиугольной колодкой, обтянутой шёлковой муаровой лентой серого цвета с двумя продольными золотистыми полосками по краям шириной 2 мм. Ширина ленты — 24 мм.
До осени 1943 года медаль вручалась на четырёхугольной колодке, обтянутой красной лентой.

### Аверс
На лицевой стороне медали в верхней части по окружности расположена надпись «СССР» вдавленными буквами, покрытыми рубиново-красной эмалью. Ширина надписи «СССР» — 6 мм, высота букв — 2,5 мм. В средней части — рельефная в три строки надпись: «ЗА БОЕВЫЕ ЗАСЛУГИ». Высота букв — 3 мм. Под надписью — рельефное изображение винтовки Мосина, с примкнутым штыком и отпущенным ремнём, скрещённой с офицерской саблей. Длина винтовки со штыком — 23,2 мм, сабли — 20 мм.

### Реверс
Какие либо надписи или изображения отсутствуют. В нижней части по горизонтали выбит номер награждения.

### Материал изготовления
Медаль изготавливалась из серебра 925-й пробы. Общий вес серебра в медали (на 18 сентября 1975 года) — 18,22 г. Общий вес медали без колодки — 19,725±1,3 г.

## Многократные награждения

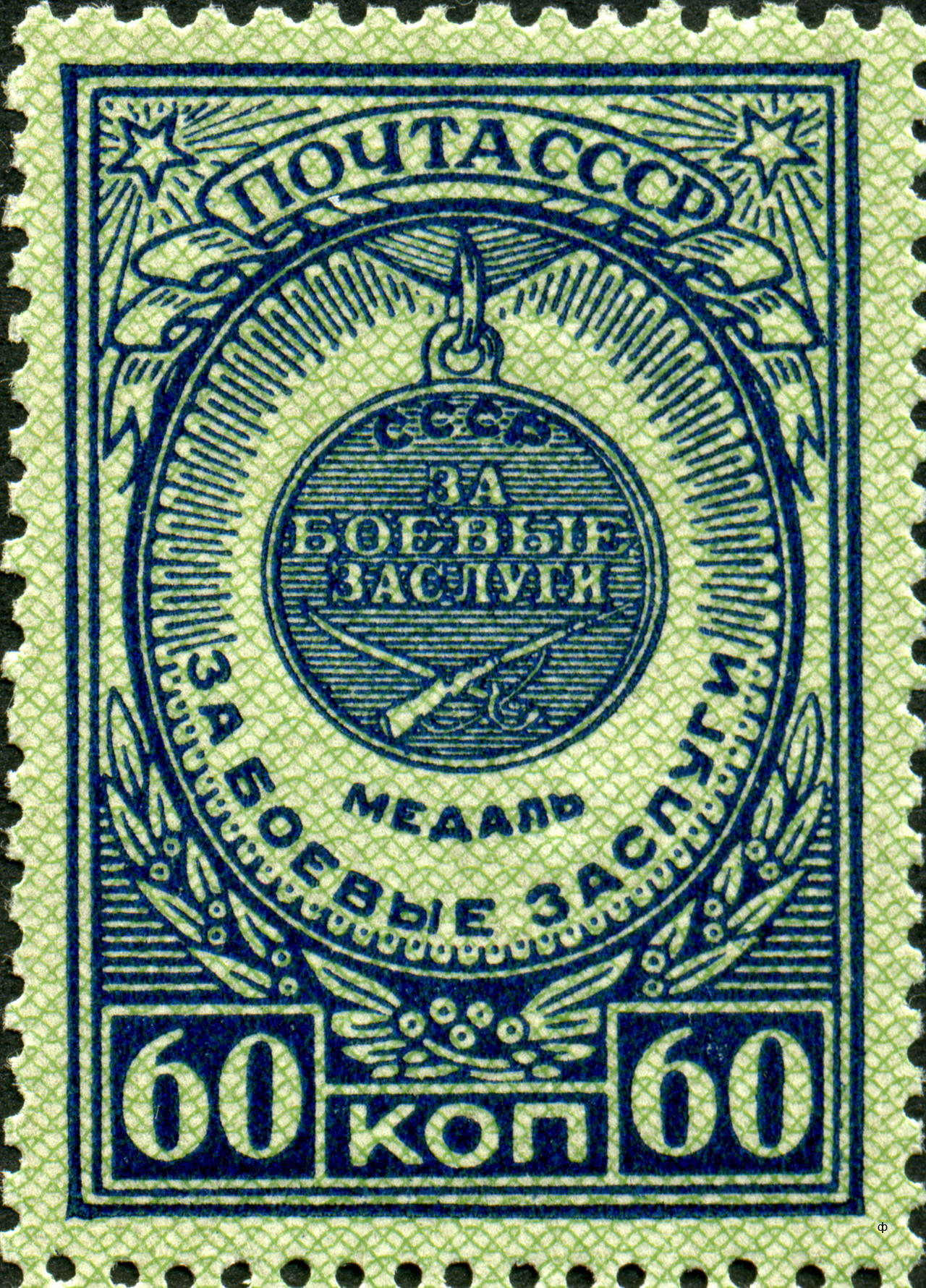
Изображение медали на почтовой марке СССР 1946 года (номинал 0,60 руб.)

Тремя медалями были награждены:
- Ахтанов, Торгамбек Байизуевич
- Каневец, Павел Максимович
- Абалян, Александр Мелкумович
- Изображение медали на почтовой марке СССР 1946 года (номинал 1,00 руб.)Асанов, Даир Асанович
- Багаев, Николай Николаевич
- Вейцман, Самуил Гдальевич
- Дёмин, Павел Карпович
- Залгаллер, Виктор Абрамович
- Красавин, Михаил Васильевич [9]
- Овечкин, Алексей Дмитриевич
- Островский, Иосиф Иванович

- Павлов, Иван Дмитриевич
- Суховский, Иван Николаевич

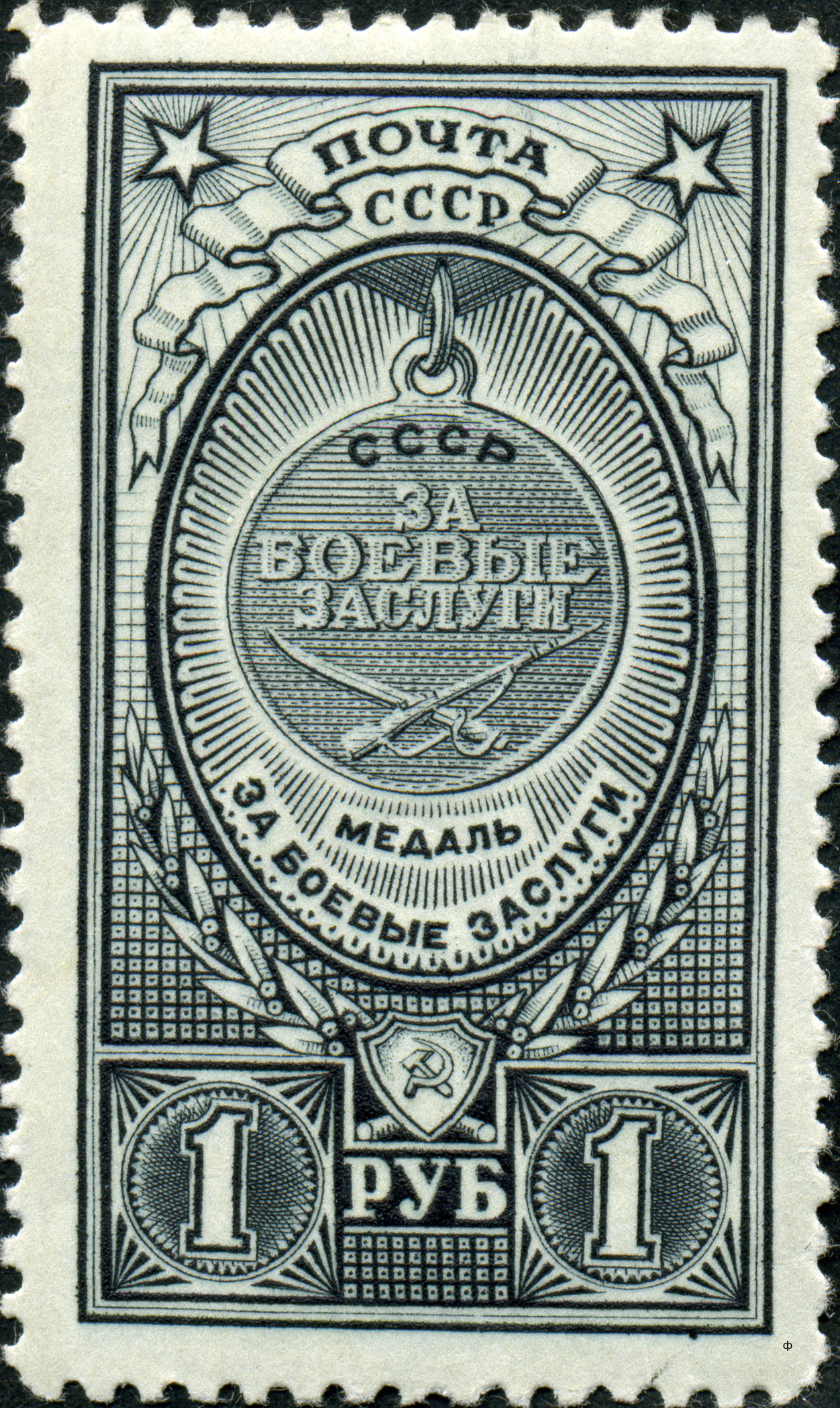
Изображение медали на почтовой марке СССР 1946 года (номинал 1,00 руб.)

- Рыжанков, Лев Петрович (1907 г. р.): 1944 (дважды), 1950[11]
- Сучков, Иван Афанасьевич
- Фабричников, Аркадий Андреевич
- Носенкис, Борис Иосифович (номера медалей: 960628, 2408634, 2408629). Был также награждён орденом Красной Звезды (№ 2807168), медалями «За Победу над Германией», «За Победу над Японией», «За взятие Кёнигсберга».
- Озолин, Ян Петрович (1942[12], 1943[13], 1944[14]). Также был награждён медалью «За оборону Москвы»[15] и орденом Славы 3-й степени[16].
- Табаков, Павел Павлович (1944, 1944[17], 1945[18]). Также был награждён двумя медалями «За отвагу» (1944[19],1944[20]), медалями «За взятие Кенигсберга»[21], «За победу над Германией»[22], «За победу над Японией»[23], орденом Красной звезды (1945)[24]

## Прочие факты
- Самым молодым кавалером медали «За боевые заслуги» в возрасте семи лет стал воспитанник 142-го гвардейского стрелкового полка 47-й гвардейской стрелковой дивизии Сергей Алёшков.

## Спорная репутация
Медаль пользовалась спорной репутацией и иногда была поводом для неприличных шуток. Существовал отчасти обоснованный предрассудок, что ей награждаются «походно-полевые жёны». Как результат, после войны многие женщины стеснялись открыто носить эту награду.

Сейчас, по прошествии многих лет, многие эпизоды, казавшиеся тогда незначительными, наполняются смыслом, и хотя никакого особого героизма в них нет, понимаешь, что это было выполнение солдатского долга. Хотя я себя особой героиней не считаю. За бесперебойную доставку почты на плацдарм меня наградили медалью «За отвагу». За вынос раненых с поля боя я получила медаль «За боевые заслуги». Это две самые простые, дорогие и честные солдатские награды, с моей точки зрения.
— Яворская Ирина Владимировна, санинструктор